# Nevelsk
Nevelsk (Russisch: Невельск; Japans: 本斗, Honto) is een havenstad in de Russische oblast Sachalin en het bestuurlijk centrum van het gemeentelijk district Nevelski. De stad ligt op de zuidwestelijke kust van het eiland Sachalin aan de Tatarensont (Japanse Zee) op 127 kilometer ten zuidwesten van Joezjno-Sachalinsk en ligt aan de spoorlijn van de zuidelijker gelegen plaats Sjerboenino naar andere plaatsen op het eiland. Het gebied rond de stad kent vanwege de warme zeestroming en de afscherming van de wind door het bergland bij de stad een mild klimaat en wordt daarom ook wel de "Sachalinse Krim" genoemd.

## Geschiedenis
De eerste Russen arriveerden in 1789 in het gebied rond het huidige Nevelsk. Van 1855 (Verdrag van Shimoda) tot 1875 (Verdrag van Sint-Petersburg) stond de plaats onder gezamenlijk Russisch-Japans bestuur. Na de door het Russische Rijk verloren Russisch-Japanse Oorlog werd Sachalin onderverdeeld in een noordelijk Russisch deel en een zuidelijk Japans deel, waarbij de plaats onder het bestuur van het Japanse Keizerrijk kwam te staan en de Japanse naam Honto kreeg. Deze naam is afgeleid van het Ainu-woord ponto, wat "klein meer" (pon = klein; to = meer) betekent. Tussen 1916 en 1927 werd in Honto de eerste ijsvrije haven van Sachalin aangelegd. Op 20 kilometer ten noorden van de plaats, aan de rivier de Assanaj, werd in 1912 de eerste visverwerkende fabriek gebouwd, die tot op heden in gebruik is.
Tijdens Operatie Augustusstorm in 1945 veroverde de Sovjet-Unie het zuidelijk deel van Sachalin en kwam de stad definitief in Russische handen. De naam werd in 1946 gewijzigd naar het huidige Nevelsk, naar de Russische admiraal Gennadi Nevelskoj, die halverwege de 19e eeuw een expeditie leidde naar Sachalin.

## Economie
Nevelsk is het centrum van de visindustrie van Sachalin. Naar schatting een derde van al het vis op het eiland wordt er verwerkt. Er bevindt zich een sleepnetvisserijvloot. Ook bevindt zich er een grote koelinstallatie, een scheepsreparatiebedrijf en een nautische school.
Nevelsk is het centrum van een landbouwregio, waar vooral aardappelen, groenten en fruit en bessen worden verbouwd en waar zich ook een aantal veehouderijen bevinden. In de buurt van de stad liggen ook 2 steenkoolmijnen voor de delving van niet-vercookste bitumeuze steenkool.

## Demografie
| 1959   | 1970   | 1979   | 1989   | 2002   |
| ------ | ------ | ------ | ------ | ------ |
| 19.700 | 20.700 | 23.500 | 22.472 | 18.639 |